# Ypthima pulchra
Ypthima pulchra är en fjärilsart som beskrevs av Frans G.Overlaet 1954. Ypthima pulchra ingår i släktet Ypthima och familjen praktfjärilar. Inga underarter finns listade i Catalogue of Life.